# Legenda o Jeziorze Leleskim
Legenda o Jeziorze Leleskim – legenda po raz pierwszy wspomniana przez Simona Guanu na początku XVI wieku. Z Jeziorem Leleskim powiązał ją Caspar Henneberger.
Podanie mówi o chciwym namiestniku zarządzającym w imieniu Fryderyka Saskiego ziemiami w okolicy Jeziora Leleskiego. Zabronił on rybakom, posiadającym prawo łowienia ryb w pańskich jeziorach na potrzeby swojego stołu, korzystania z niego. Po ukaraniu rybaków niepodporządkowujących się zakazowi okazało się, że w sieci namiestnika nie wpadła żadna ryba. Podejrzewając czary, uciekał się do pomocy kata, który próbował wydobyć zeznania od okolicznych kobiet, nurka, mającego sprawdzić, czy w jeziorze są ryby i czarownicy, która miała czary odczynić, jednak nic to nie pomogło. Ostateczna kara spotkała go na polowaniu – niedźwiedź spłoszył jego konia, który poniósł wprost w wody jeziora, gdzie utonął wraz z jeźdźcem. Nazajutrz przekonano się, że ryby w jeziorze także posnęły i pływają na powierzchni wody. Tego roku w jeziorze nie było ani jednej ryby, potem jednak, tak jak dawniej, zjawiła się ich obfitość.